# Scala dei Turchi

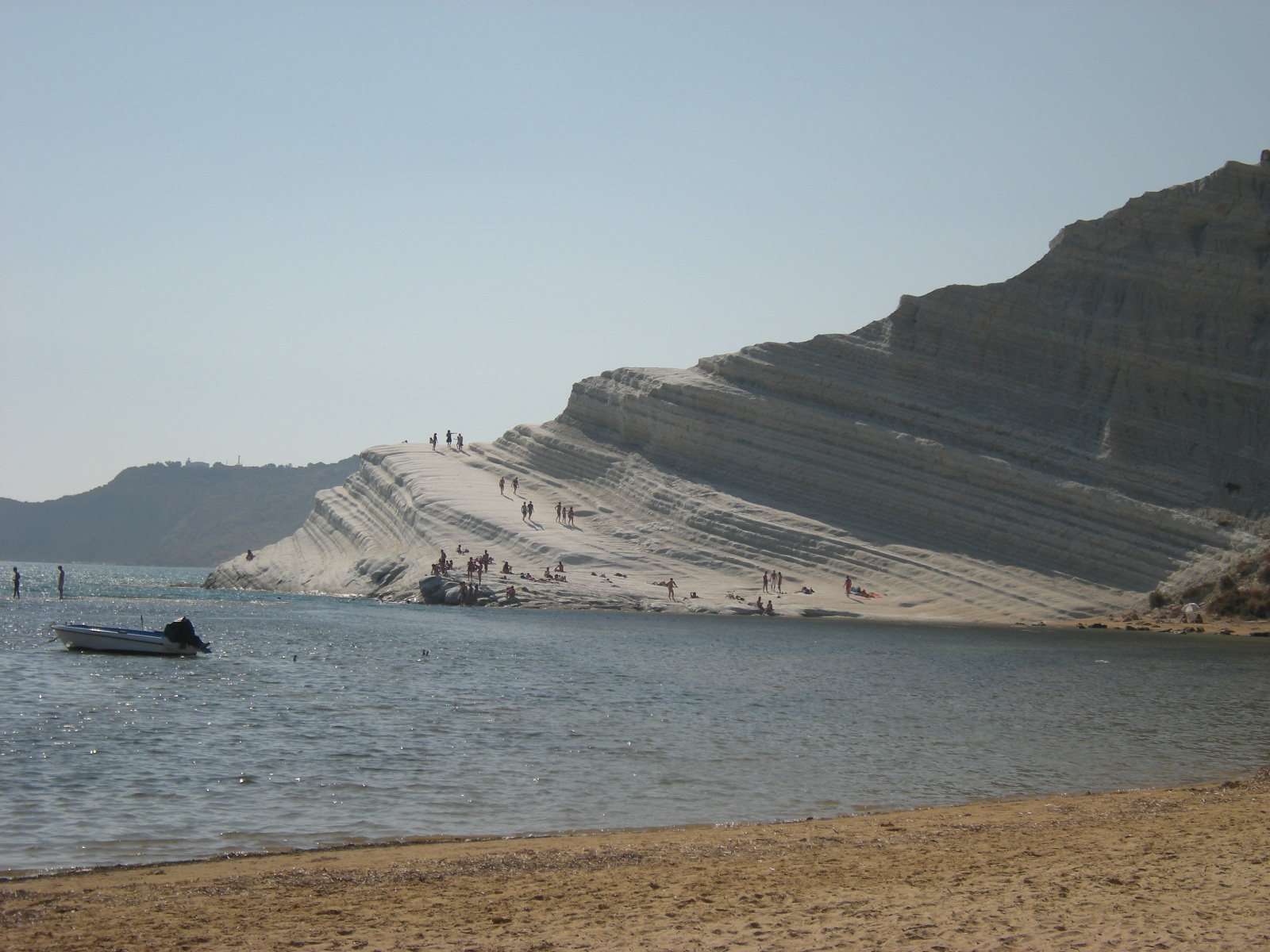
Scala dei Turchi

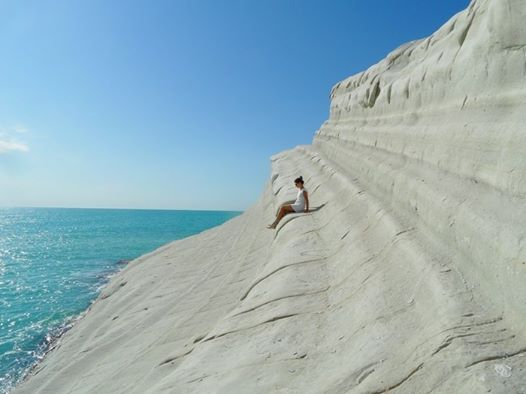
Schody Tureckie – morski wapienny brzeg między Realmonte a Porto Empedocle, Sycylia

Scala dei Turchi (wł. „schody Turków”) – biały klif wapienny na brzegu morskim w pobliżu miejscowości Porto Empedocle, niedaleko Agrigento na Sycylii. Nazwa nawiązuje do piratów tureckich, którzy chronili się w tym miejscu przed sztormami.

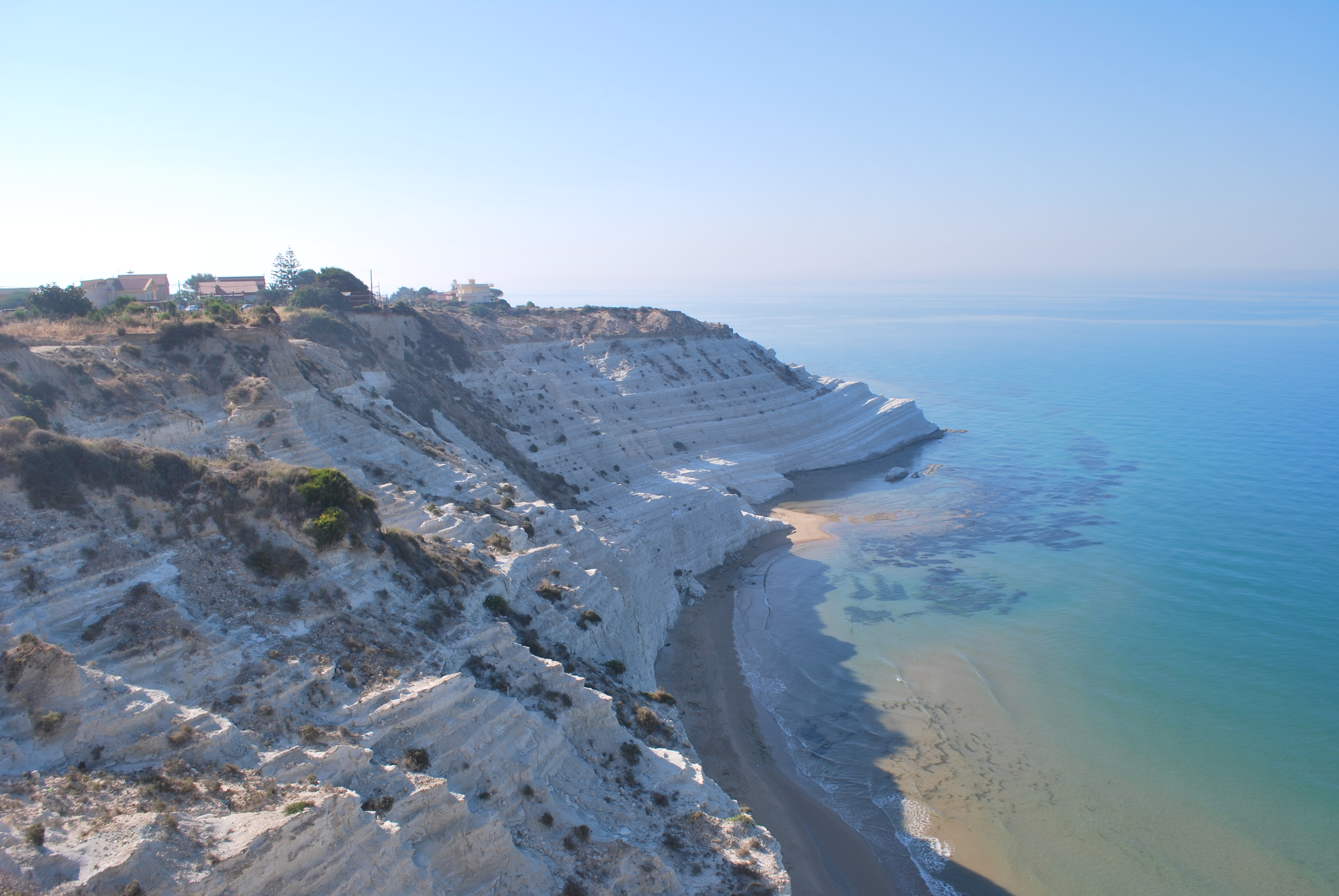
Scala dei Turchi